# Coração Embriagado
"Coração Embriagado" é uma canção gravada pela cantora brasileira Wanessa Camargo para seu oitavo álbum de estúdio, intutlado 33, de 2016. Foi composta por Gabriel do Cavaco, Shylton Fernandes, Diego Ferrari, João Neto e Frederico Nunes, sendo produzida por Eduardo Pepato. Foi lançada em 5 de agosto de 2016 como o primeiro single do disco, através da produtora Workshow. A canção alcançou o primeiro lugar entre as mais tocadas nas rádios do Brasil no dia 28 de agosto.

## Promoção
Em 20 de agosto, Wanessa cantou a faixa pela primeira vez durante a apresentação de Maiara & Maraisa na sexagésima primeira Festa do Peão de Barretos, onde dividiu os vocais com as artistas. Em 6 de setembro, interpretou pela primeira vez na televisão o single no programa Música Boa Ao Vivo. Em 15 de setembro, foi a vez de divulgar a faixa no programa De Cara, na FM O Dia. Em 23 de setembro, Wanessa foi entrevista no Programa do Jô, onde cantou "Coração Embriagado", além de "Vai Que Vira Amor". Em 5 de outubro, foi entrevistada no Programa do Porchat, onde interpretou a faixa novamente.

## Faixas e formatos
| Download digital |                      |         |  |
| N.º              | Título               | Duração |  |
| 1.               | "Coração Embriagado" | 2:46    |  |

| CD Single |                                              |         |  |
| N.º       | Título                                       | Duração |  |
| 1.        | "Coração Embriagado"                         |         |  |
| 2.        | "Coração Embriagado" (Instrumental com coro) |         |  |
| 3.        | "Agora Eu Sei" (Acappella)                   |         |  |
| 4.        | "Só Dá Eu e Você" (Instrumental com coro)    |         |  |
| 5.        | "Só Dá Eu e Você" (Acappella)                |         |  |
| 6.        | "Vai Que Vira Amor" (Instrumental com coro)  |         |  |
| 7.        | "Vai Que Vira Amor" (Acappella)              |         |  |
| 8.        | "Fora de Mim" (Acústico)                     |         |  |
| 9.        | "Fora de Mim" (Acappella)                    |         |  |

## Desempenho nas tabelas musicais

### Posições
| Tabela musical (2016)                                            | Melhor posição |
| ---------------------------------------------------------------- | -------------- |
| Brasil (Brasil Hot 100 Airplay)                                  | 19             |
| Brasil - Billboard Brasil Regional Campo Grande/Cuiabá Hot Songs | 9              |
| Brasil - Billboard Brasil Regional São Paulo Hot Songs           | 10             |
| Brasil - Billboard Brasil Regional Vitória Hot Songs             | 1              |

### Tabelas de fim de ano
| Tabela musical (2016)           | Melhor posição |
| ------------------------------- | -------------- |
| Brasil (Brasil Hot 100 Airplay) | 85             |

## Histórico de lançamento
| Região | Data                | Formato          | Gravadora |
| ------ | ------------------- | ---------------- | --------- |
| Brasil | 5 de agosto de 2016 | Download digital | Workshow  |